# Морейренсі
«Морейренсе» (порт. Moreirense Futebol Clube) — португальський футбольний клуб з міста Морейра-де-Конегуш, заснований 1938 року. Виступає у Прімейра-Лізі Португалії. Домашні матчі проводить на стадіоні «Жоакім де Алмейда Фрейтас Парк», який вміщує 9 000 глядачів.

## Історія
Футбольний клуб «Морейренсе» було засновано в 1938 році. В сезоні 1994-95 команда вперше здбула право виступати в другому дивізіоні Португалії. Шість років потому клубу вдалося транзиом четез Сегунда-Лігу потрапити до вищого дивізіону. Цього успіху команда досягла під керівництвом Мануеля Мачадо і провела в еліті два сезони поспіль. З 2002 по 2004 роки «Морейренсе» провів два відносно вдалих сезони в Прімейра-Лізі, закінчуючи змагання в середині турнірної таблиці. В сезоні 2003-04 команда показала свій найкращий результат, зайнявши 9-те місце. Після цього Мануель Мачадо перейшов до більш титулованої «Віторії» (Гімарайш), а «Морейренсе» за два сезони скотився до Національного чемпіонату. В Сегунда-Лігу команді вдалося повернутися в 2010 році, а в Прімейру в 2012-му.

## Титули та досягнення
- Кубок португальської ліги:
  - Володар (1): 2017